# Iejima
Iejima (伊江島? talvolta traslitterato Ie Shima o Ie-jima) è un'isola della prefettura di Okinawa, in Giappone, situata a un paio di chilometri di distanza a nord-ovest della penisola di Motobu dell'isola di Okinawa. L'isola copre una superficie di circa 23 km², mentre il suo litorale si estende per 20 km.
A gennaio 2017 la popolazione dell'isola era di 4 172 abitanti, per lo più risiedenti nel villaggio di Ie, il quale è collegato alla città di Motobu a Okinawa da un traghetto.
L'isola è caratterizzata da un territorio quasi totalmente pianeggiante, e l'unica altura di rilievo è rappresentata dal monte Gusuku (Tacchu per il locali), di 172 m.